# Étienne Ozi

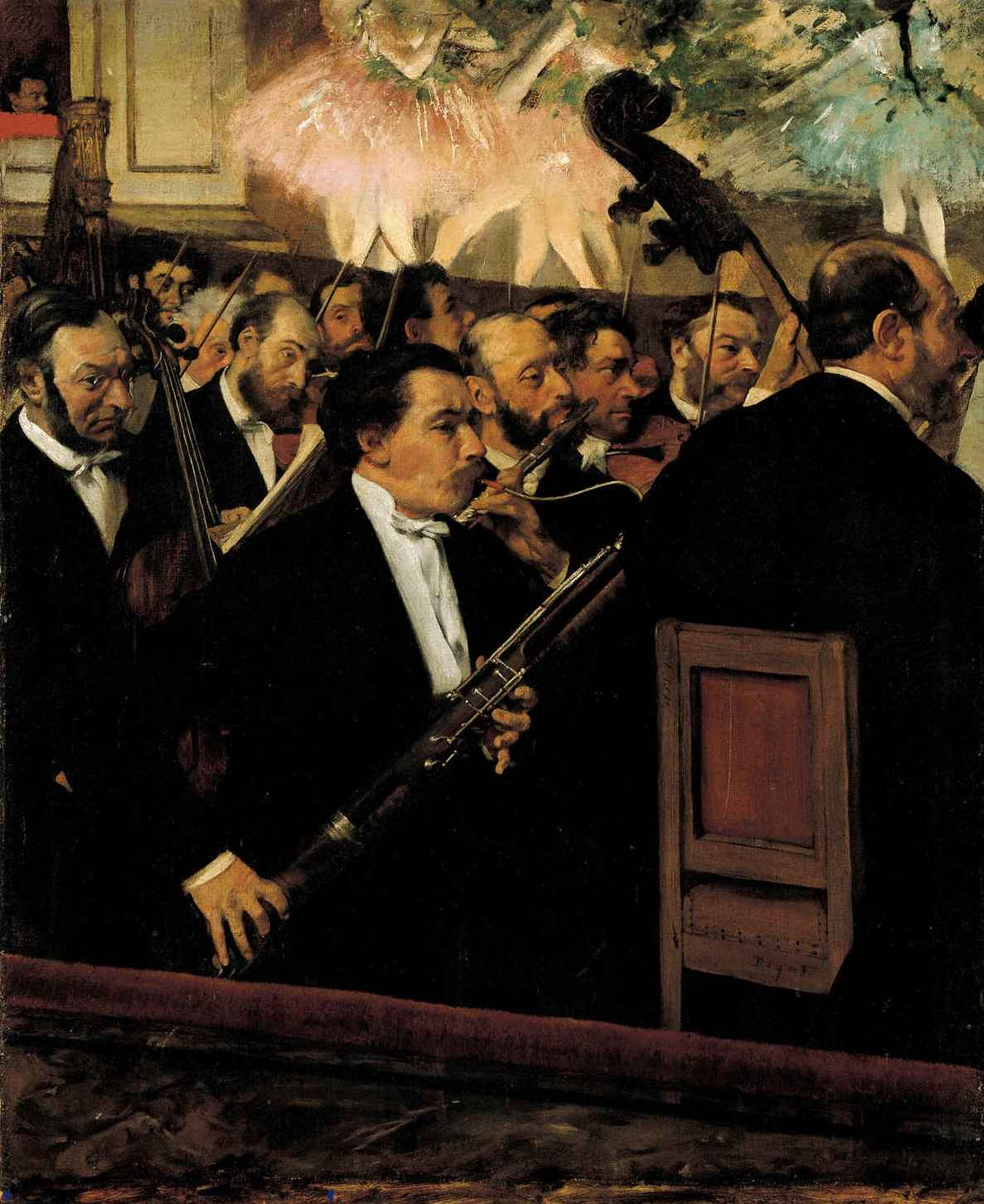
Concert de fagot a l'òpera de París, (quadre dEdgard Degàs)

Étienne Ozi (Nimes, 1754 - París, 1813) fou un músic i compositor francès.
Fou un notable concertista de fagot, i formà part de la Capella Reial, i de la Imperial durant l'Imperi. També figurà en l'orquestra del teatre de l'Òpera de París, i fou professor de fagot en el Conservatori.
Aquest músic es pot considerar com el primer que perfeccionà aquell instrument a França, i es distingí particularment en els concerts que es donaren pels anys 1796 en el teatre Feydean, de París.
És autor de l'obra didàctica Méthode de basson aussi nécessaire pour les maitres que pour les élevés avec des airs et des duos (1787), que més tard es va refondre en una altra edició amb el títol Méthode nouvelle et raisonnée pour le basson (París, 1796).
Va escriure molt música per a fagot, a saber:
- 7 concerts per a fagot, amb acompanyament d'orquestra, impresos a París.
- 3 simfonies concertants per a clarinet i fagot (París, 1795-1797)
- 24 duos per a fagot (París, 1793-94)
- 6 duos per a fagot o violoncel (París, 1800)